# کاروانسرای اربلیان
کاروانسرای اربلیان ((به ارمنی: Օրբելյանների Քարվանսարա) همچنین با نام کاروانسرای سلیم (به ارمنی:Սելիմ) شناخته می‌شود.) یک کاروانسرا در استان وایوتس‌جور ارمنستان است. این بنا در سال ۱۳۳۲ میلادی توسط شاهزاده چسار اربلیان در طول گذرگاه کوهستانی واردنیاتس (که با نام گذرگاه کوهستانی سلیم نیز شناخته می‌شود) ساخته شد تا مسافران خسته و حیواناتشان را هنگام عبور از یا ورود به منطقه کوهستانی وایوتس‌جور پذیرایی کند. این کاروانسرا که در سمت جنوبی گذرگاه کوهستانی واردنیاتس و در ارتفاع ۲٬۴۱۰ متر (۷٬۹۱۰ فوت) از سطح دریا واقع شده، بهترین کاروانسرای حفظ‌شده در سراسر کشور است.

## معماری

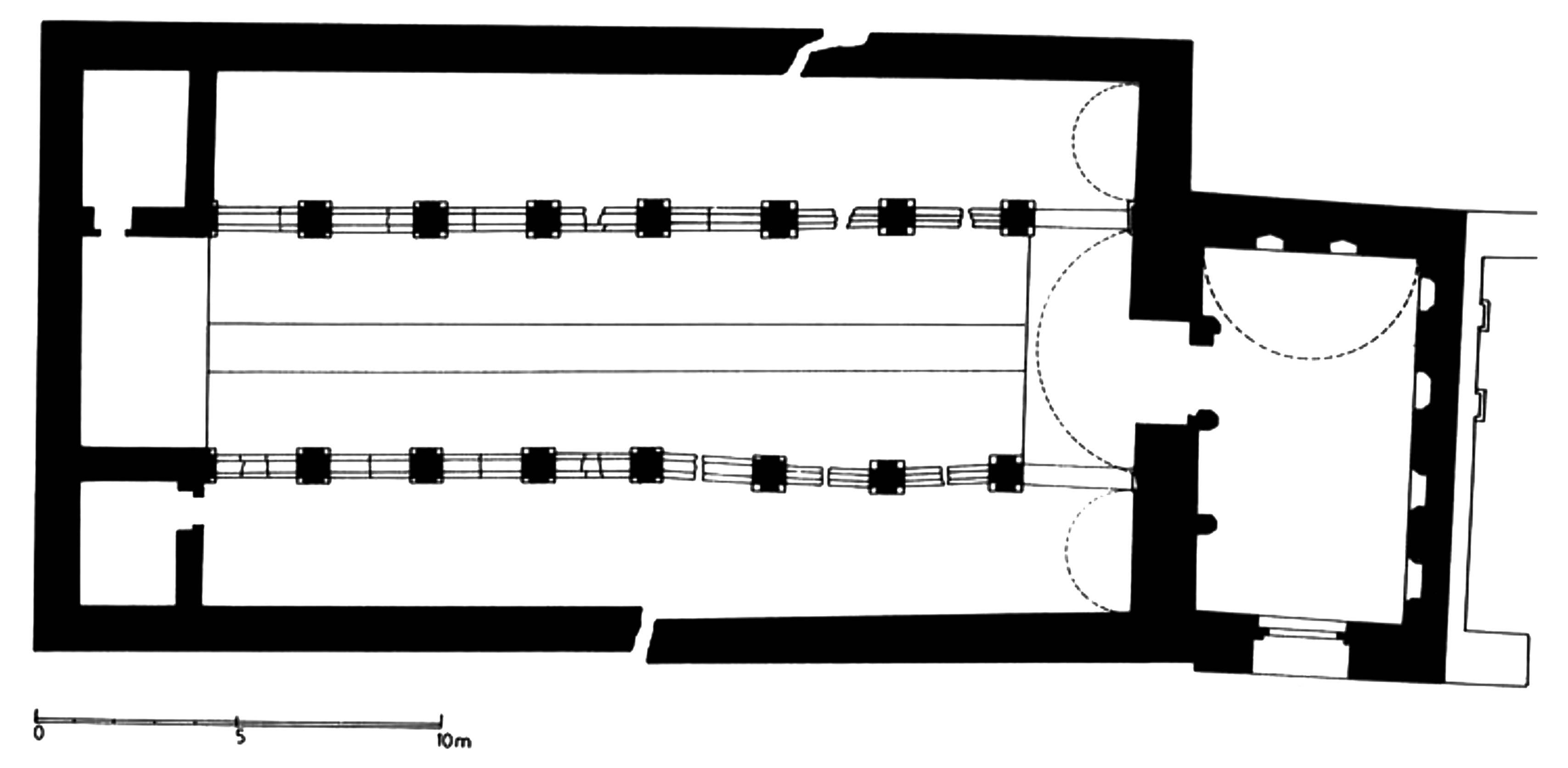
طرح کاروانسرای اربلیان

تنها ورودی کاروانسرا در پیش‌سرا مستطیلی‌شکل قرار دارد که به تالار اصلی ساختمان متصل است. این ورودی دارای سقف سنگی شیروانی است که بر روی سه طاق قرار گرفته است. در سمت شرقی، این طاق‌ها بر لبه‌های پنجره‌ها تکیه دارند. دیوار جنوبی پیش‌سرا و نمای دیوار ورودی از معدود نقاطی در کاروانسرا هستند که تزئیناتی دارند. ورودی دارای تزئیناتی در اطراف خود است که شامل نقش برجسته‌هایی از یک حیوان بالدار در سمت چپ و یک گاو در سمت راست است. دیگر تزئینات تنها در اطراف هر یک از اوکولوس‌های تالار دیده می‌شود که هر کدام طراحی منحصربه‌فردی دارند.
سه کتیبه در پیش‌سرا وجود دارد؛ یکی به زبان فارسی، دیگری به زبان عربی و سومی به زبان زبان ارمنی. کتیبه فارسی که روی ورودی نوشته شده است، به‌طور شتاب‌زده‌ای بر روی سنگ حک شده و تنها بخش‌هایی از آن قابل خواندن است. در حالی که کتیبه عربی کاملاً حک شده، اما اکنون دیگر قابل خواندن نیست و تنها اثرات کمی از آن باقی مانده است. با این حال، کتیبه ارمنی که بر روی دیوار داخلی شرقی، درست پس از ورودی در بالای سمت راست قرار دارد، قابل خواندن است و متن زیر را به نمایش می‌گذارد:
به نام خدای قادر و توانا، در سال ۱۳۳۲، در دوران حکومت جهانی ابوسعید خان، من چسار، فرزند شاهزاده شاهزادگان لیپارت و مادرم آنا، نوه ایوانه، و برادرانم که چون شیر زیبا هستند، شاهزادگان بورتل، سمبات و الیکوم از خاندان اربلیان، و همسرم خوریشه دختر واردان [و...] از خاندان سنی‌کاریمن‌ها، این خانه روحانی را با بودجه خودمان برای نجات جان‌های ما و والدین و برادران ما که در مسیح خفته‌اند و برای برادران و فرزندان زنده‌ام سارگیس، هوانس کشیش، کرد و واردان ساختیم. از شما عابران می‌خواهیم که ما را در مسیح یاد کنید. آغاز این خانه [در زمان] ریاست‌کلی عیسی بود و پایان، به لطف دعاهای او، در سال 1332.

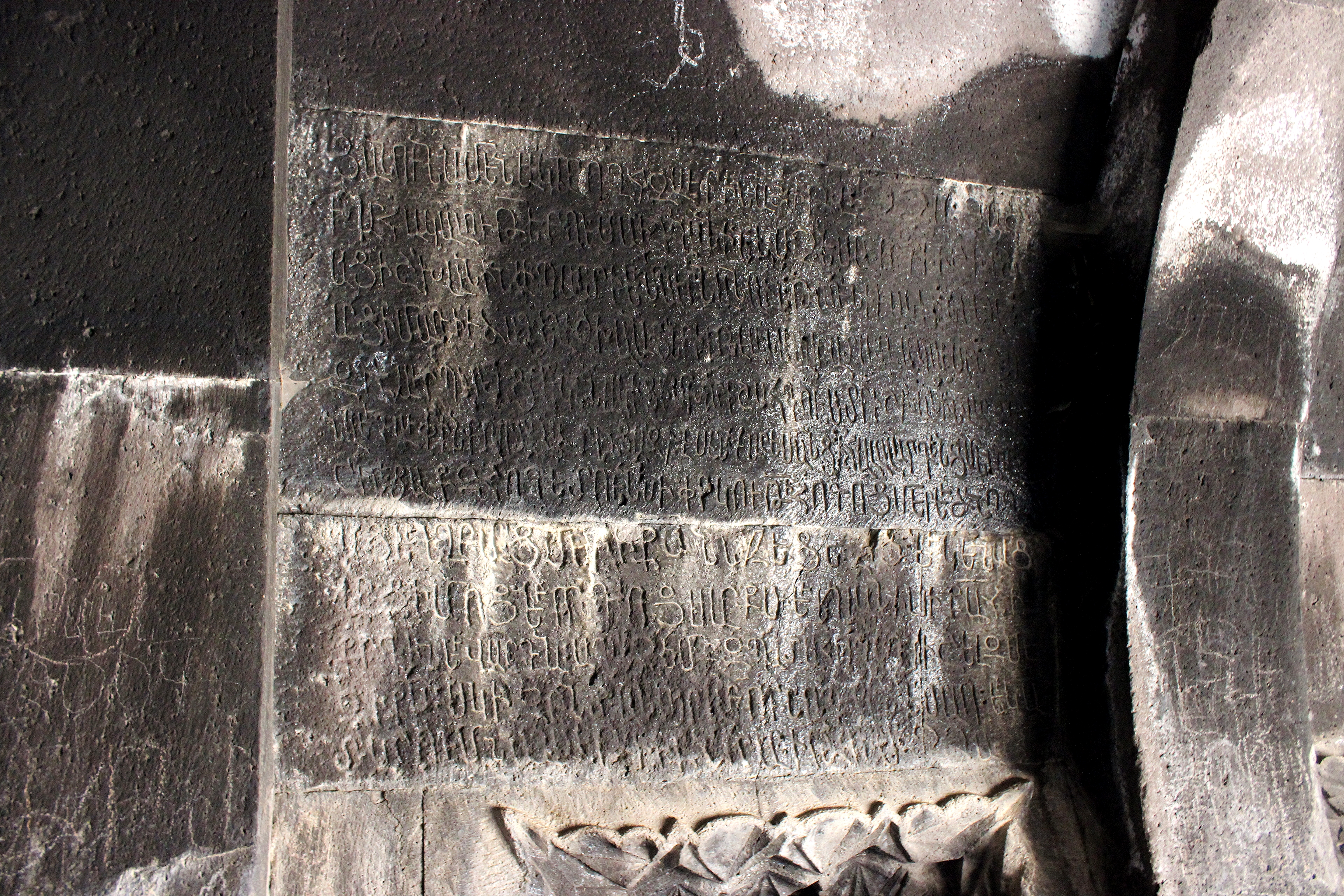
کتیبه ارمنی

کاروانسرا از بلوک‌های بازالت ساخته شده است. این بنا دارای یک تالار اصلی است که به سه ناو تقسیم شده و شامل هفت جفت ستون چندوجهی است. حیوانات در راهروهای باریک سمت چپ و راست تالار اصلی استراحت می‌کردند. بین ستون‌ها، آخورهای سنگی برای حیوانات قرار داشت و در گوشه یکی از تالارها یک حوض آب وجود داشت. مسافران در اتاق جداگانه‌ای که در انتهای راهروهای باریک در سمت غربی کاروانسرا ساخته شده بود، می‌خوابیدند. سقف بالای تالار سه‌ناوه دارای سه طاق موازی بود که هر یک دارای یک اوکولوس بودند. طاق‌ها توسط ستون‌هایی پشتیبانی می‌شدند که از ستونی به ستون دیگر در طول راهروها کشیده شده و از ستون‌ها به دیوارها امتداد داشتند. اوکولوس‌هایی که در مرکز هر یک از طاق‌ها قرار داشتند، نور خورشید و هوای تازه را به داخل هدایت می‌کردند و دود را خارج می‌کردند. همان‌طور که پیش‌تر اشاره شد، این نقاط تنها بخش‌های دیگری از کاروانسرا هستند که تزئیناتی به‌جز تزئینات ورودی دارند.
کاروانسرا در سال‌های ۱۹۵۶ تا ۱۹۵۹ مرمت شد. ویرانه‌های یک سازه در سمت شرقی پیش‌سرا پیش‌تر به‌عنوان یک کلیسا شناخته می‌شد. این ادعا در کاوش‌های باستان‌شناسی سال ۲۰۱۴ رد شد، اگرچه شواهد مشخصی در مورد کاربری واقعی این ساختمان ارائه نشد.

## نگارخانه

کاروانسرای اربلیان
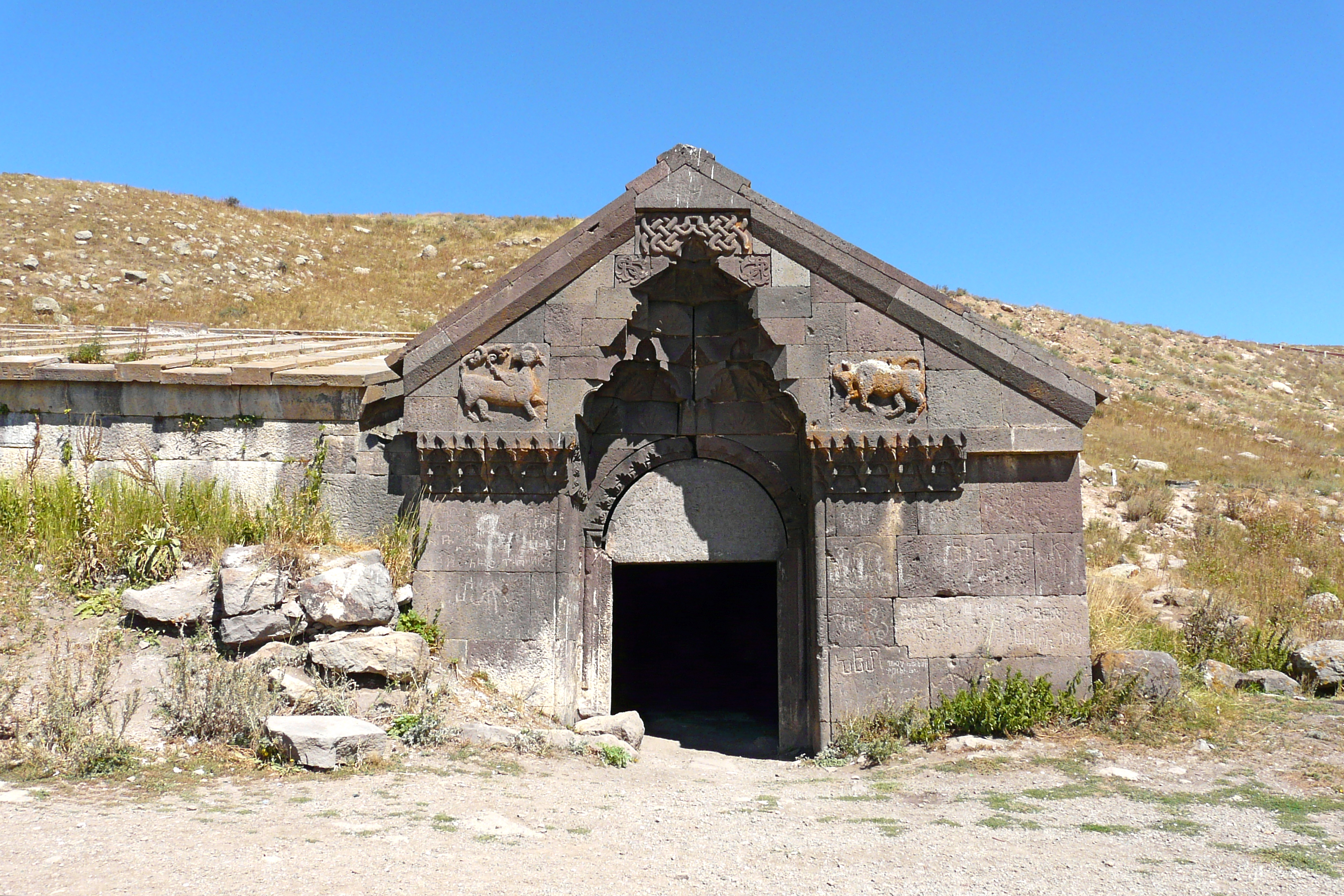
کاروانسرای اربلیان از نمای روبرو
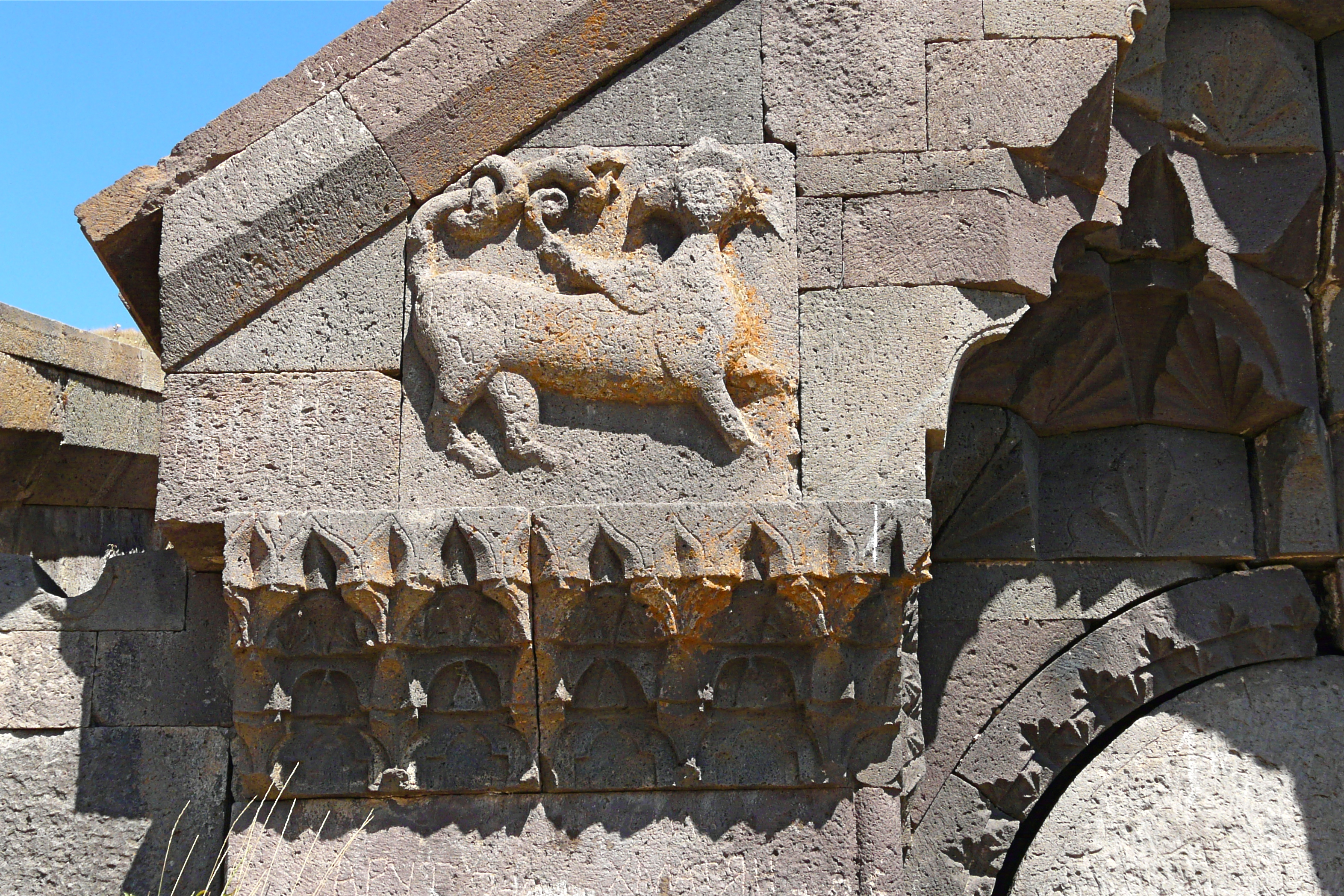
نقش برجسته حیوان بالدار در سمت چپ بالای ورودی
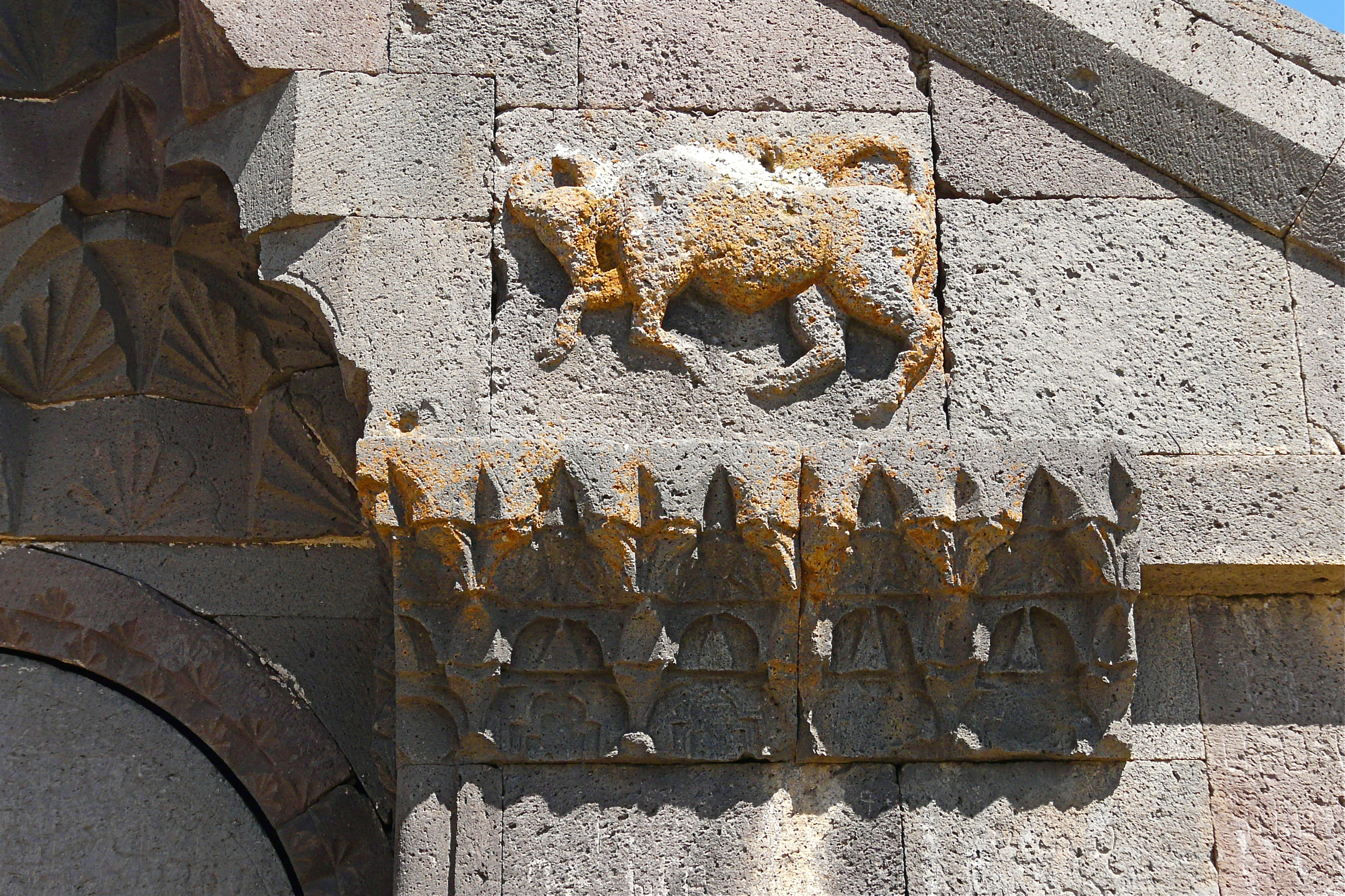
نقش برجسته گاو در سمت راست بالای ورودی
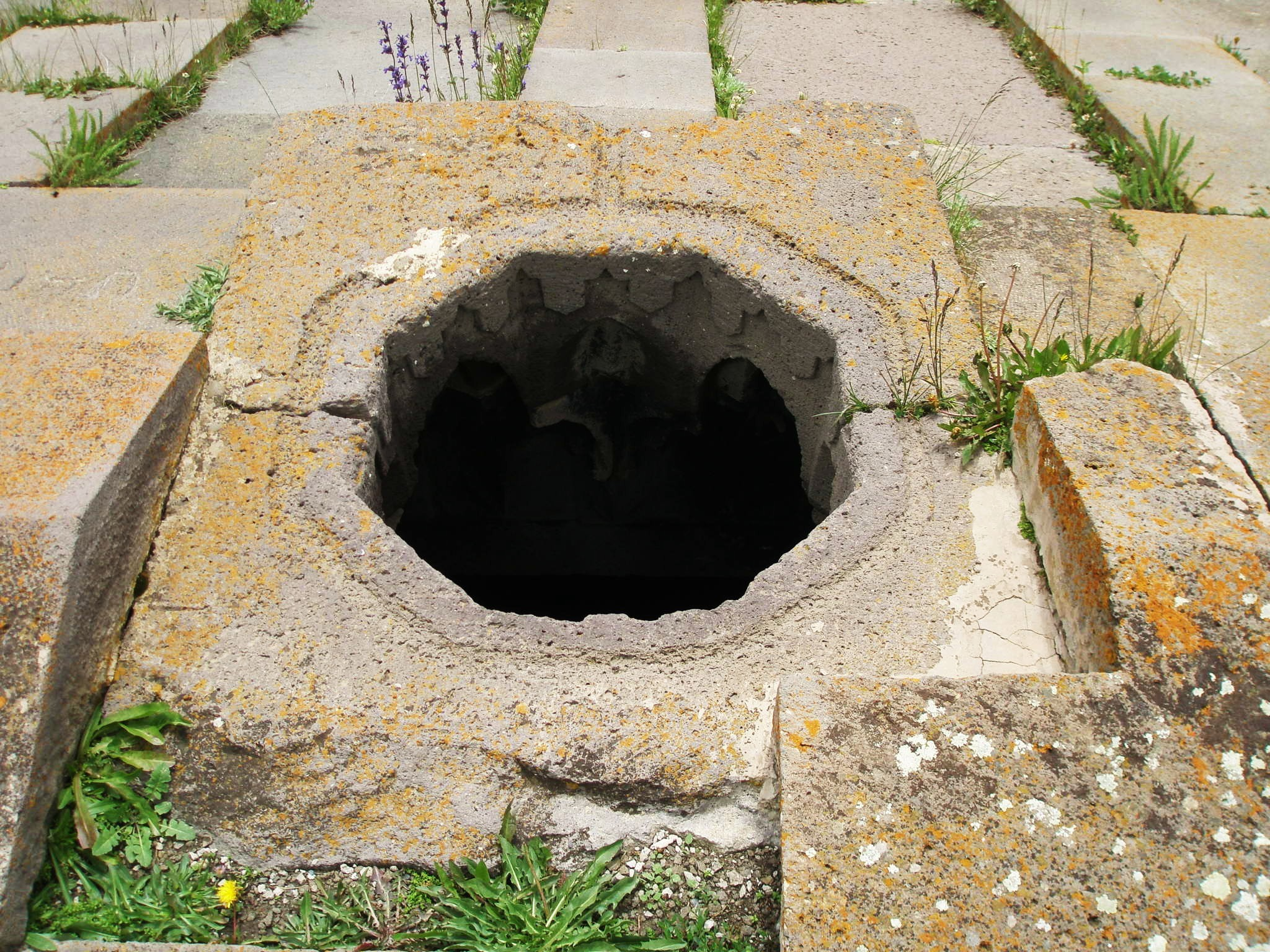
نمای اوکولوس از بالای سقف
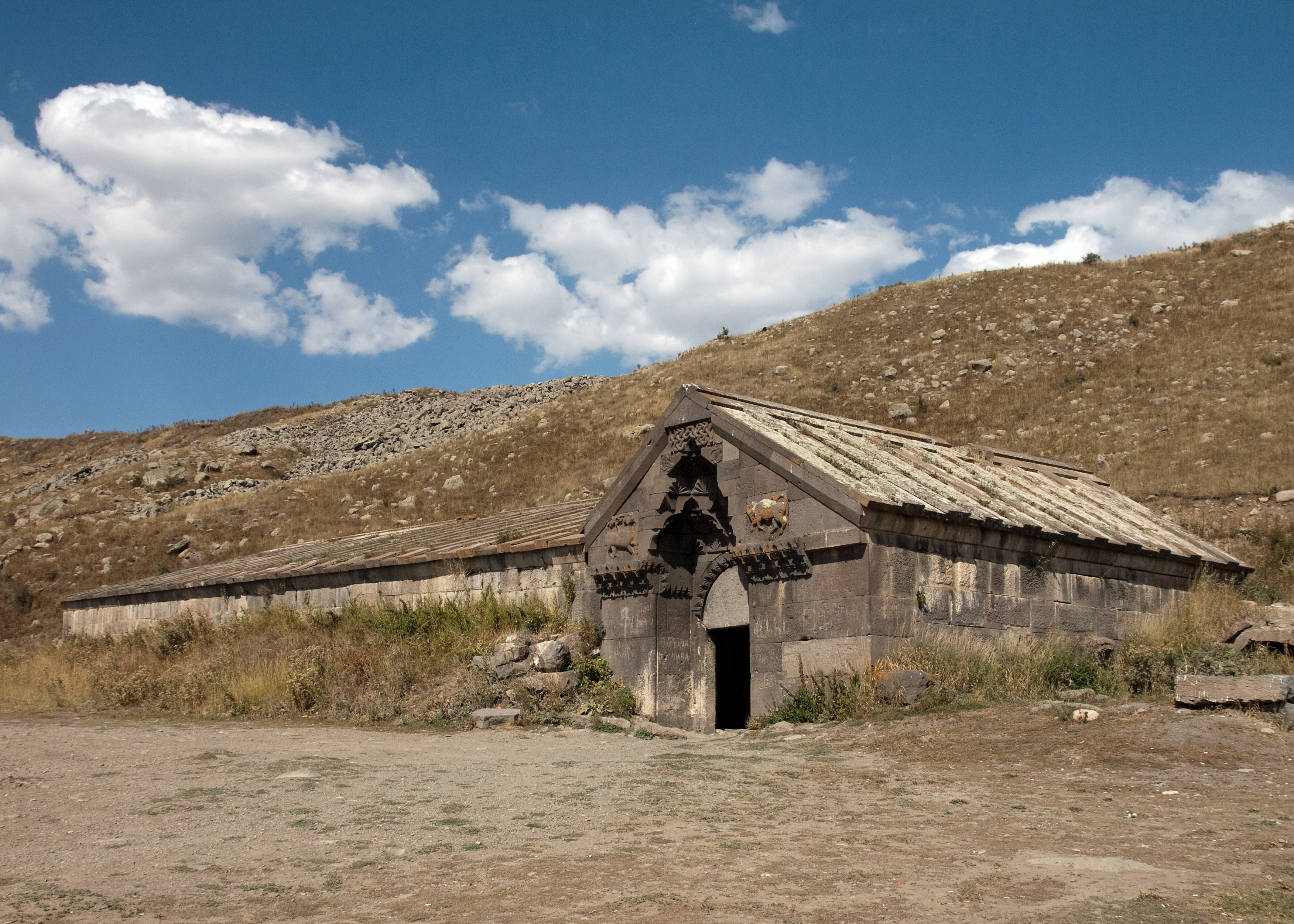
کاروانسرای اربلیان
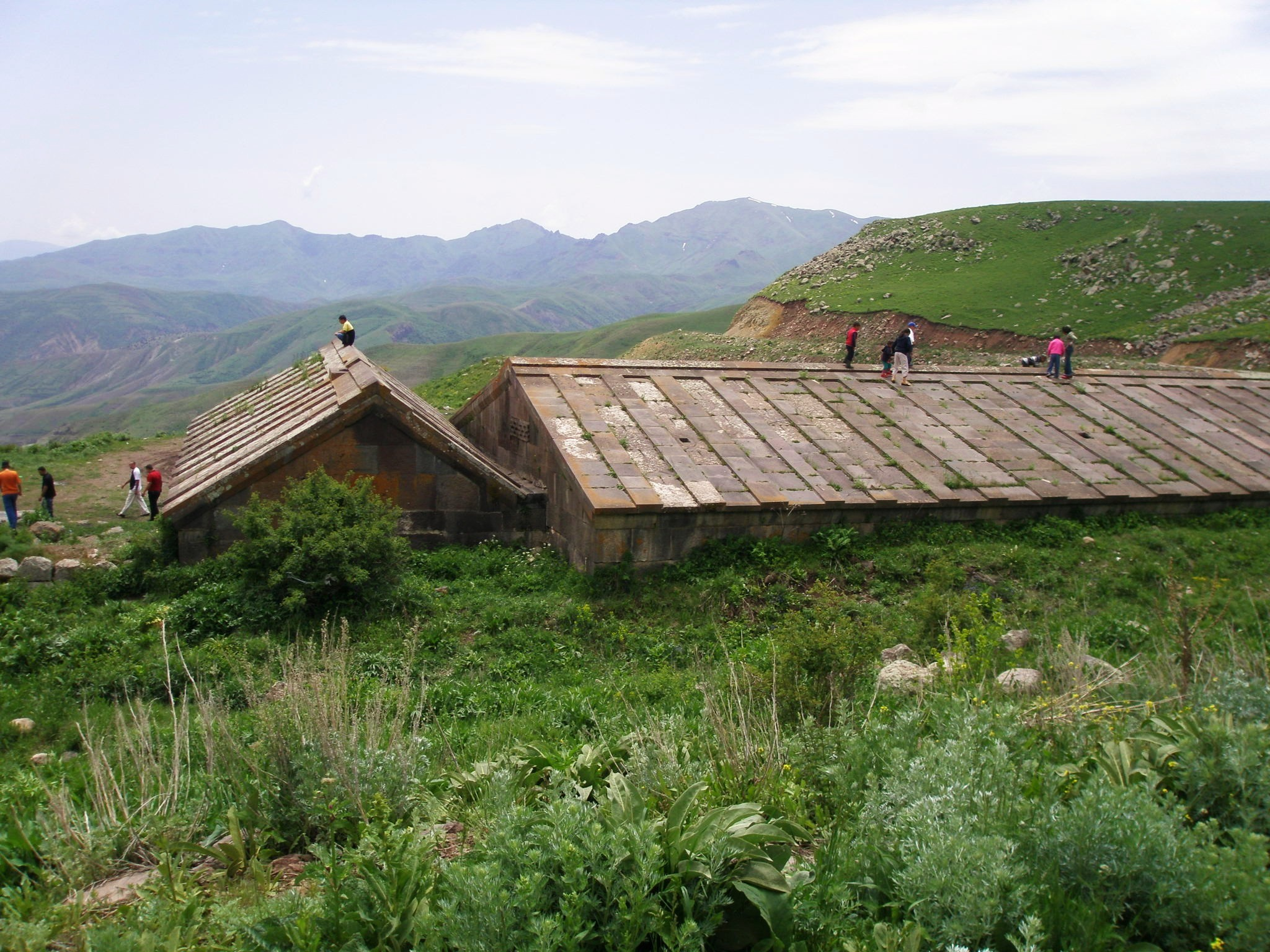
نمای پشت
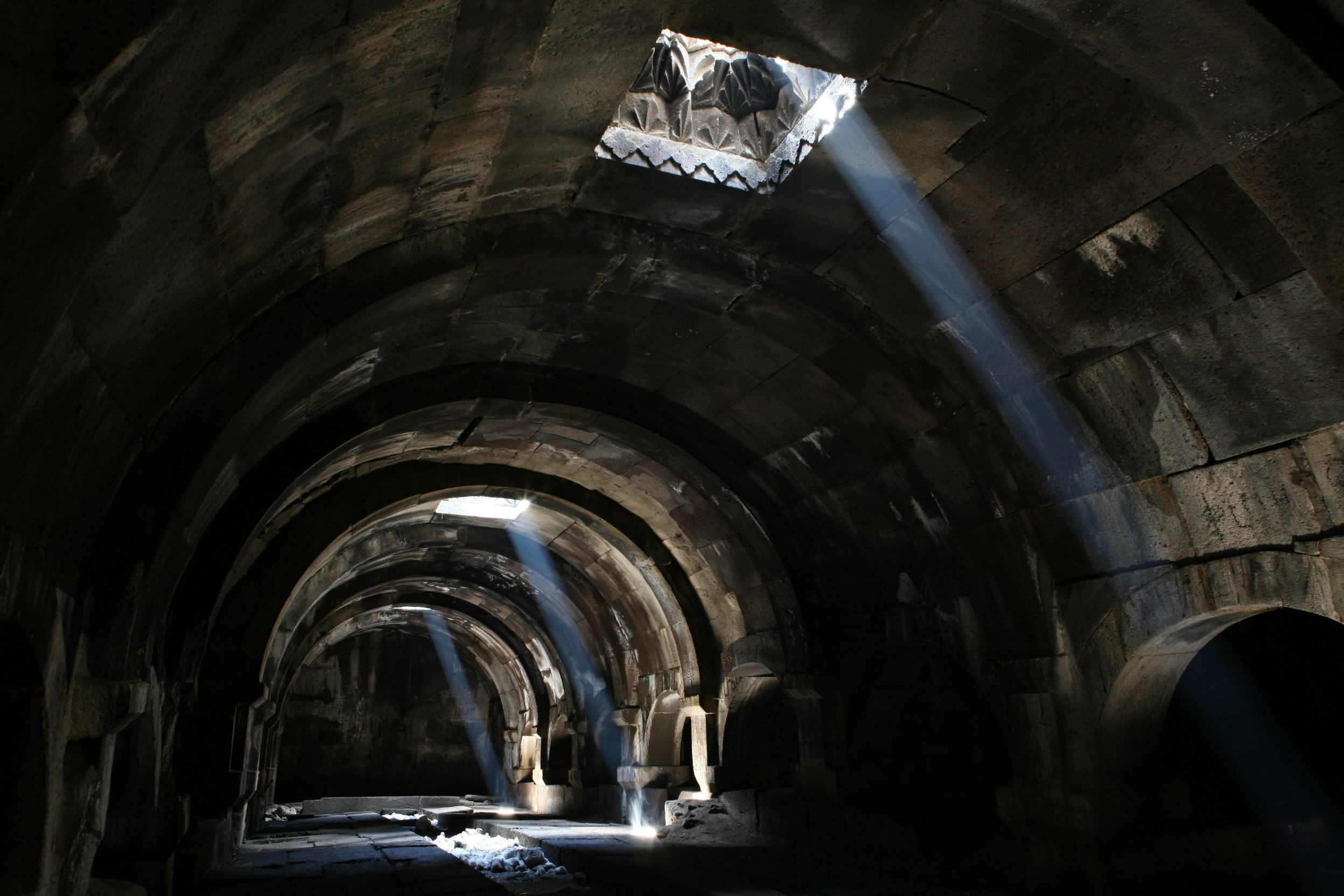
تالار داخلی
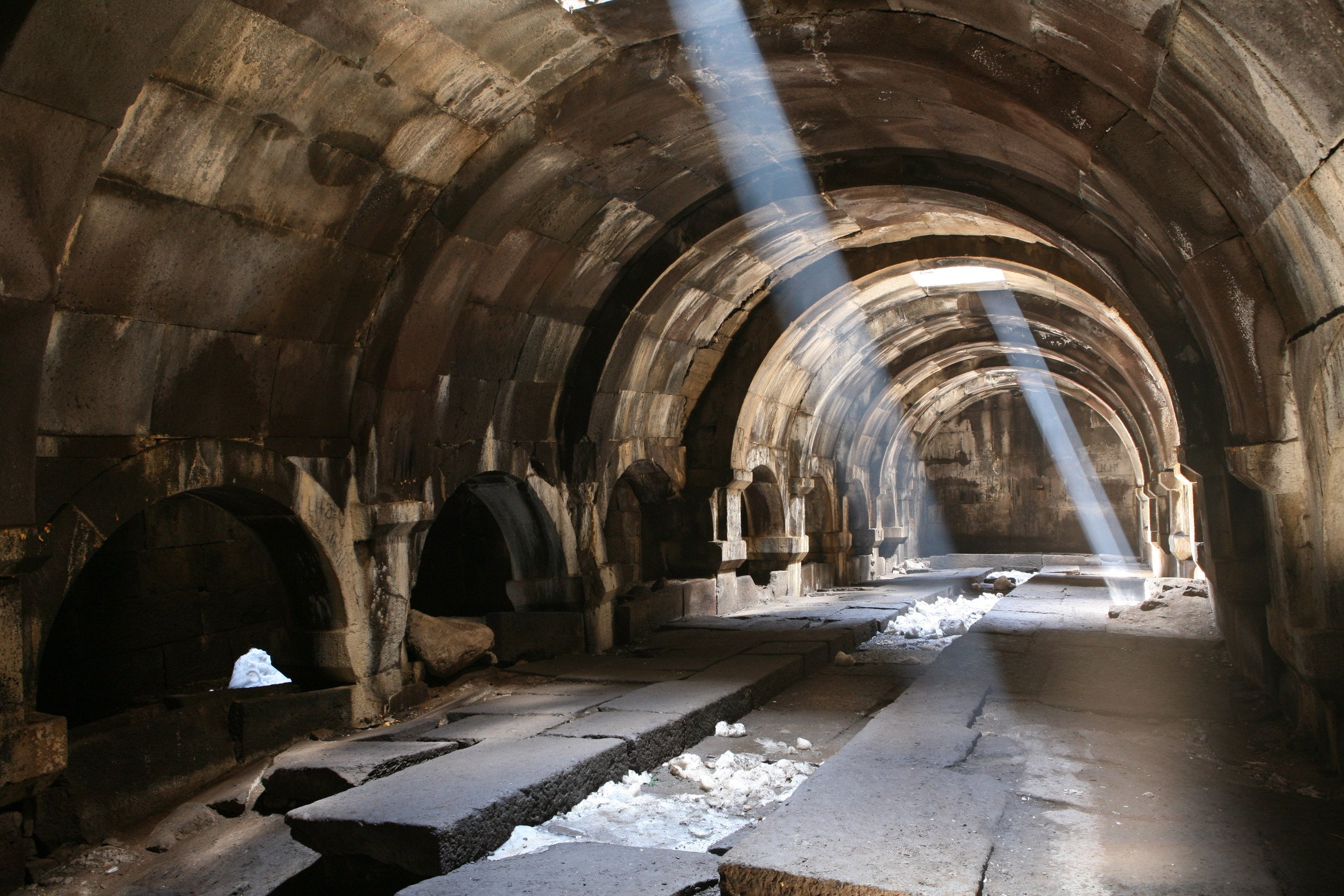
تالار داخلی
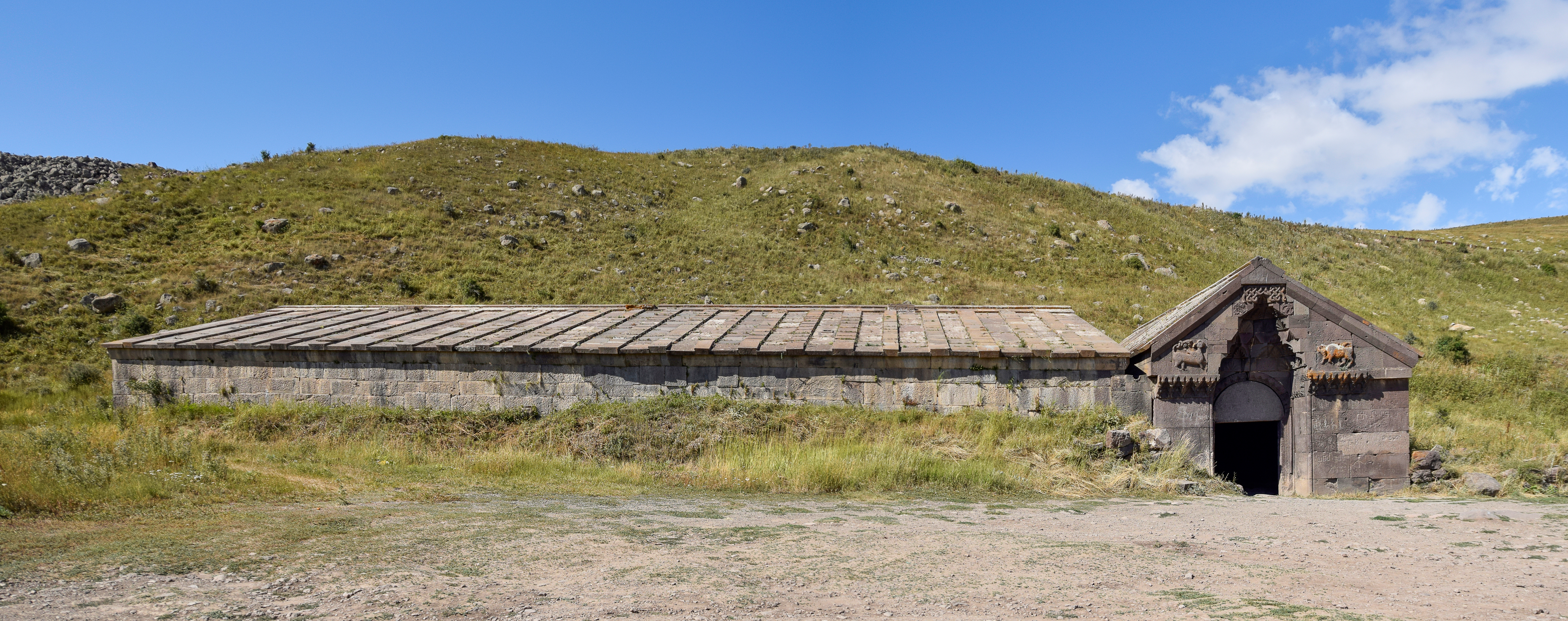
نمای پانوراما
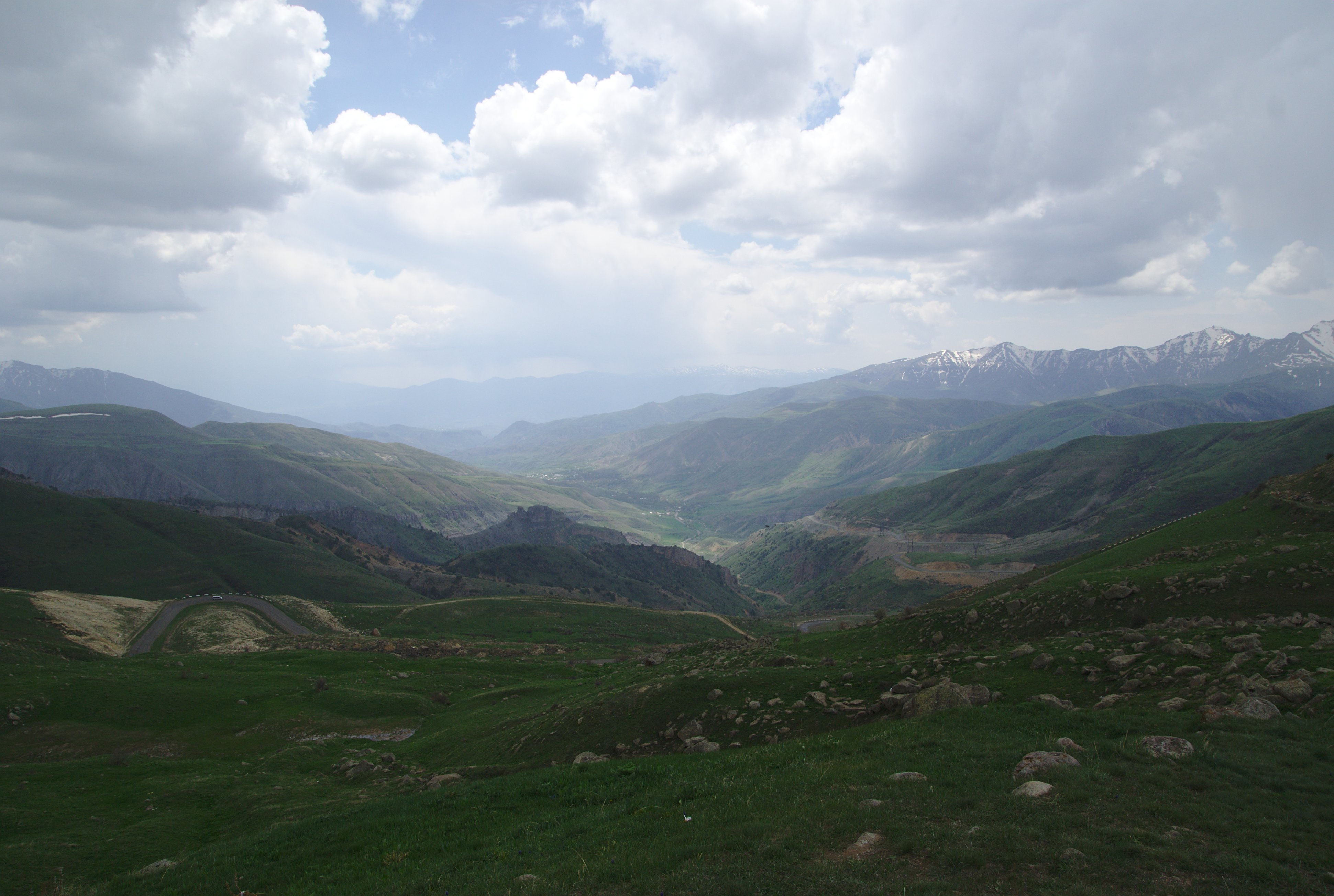
گذرگاه کوهستانی واردنیاتس؛ همچنین گذرگاه کوهستانی سلیم